# Basilia antrozoi
Basilia antrozoi är en tvåvingeart som först beskrevs av Townsend 1893.  Basilia antrozoi ingår i släktet Basilia och familjen lusflugor. Inga underarter finns listade i Catalogue of Life.